# 아르테미스 3호

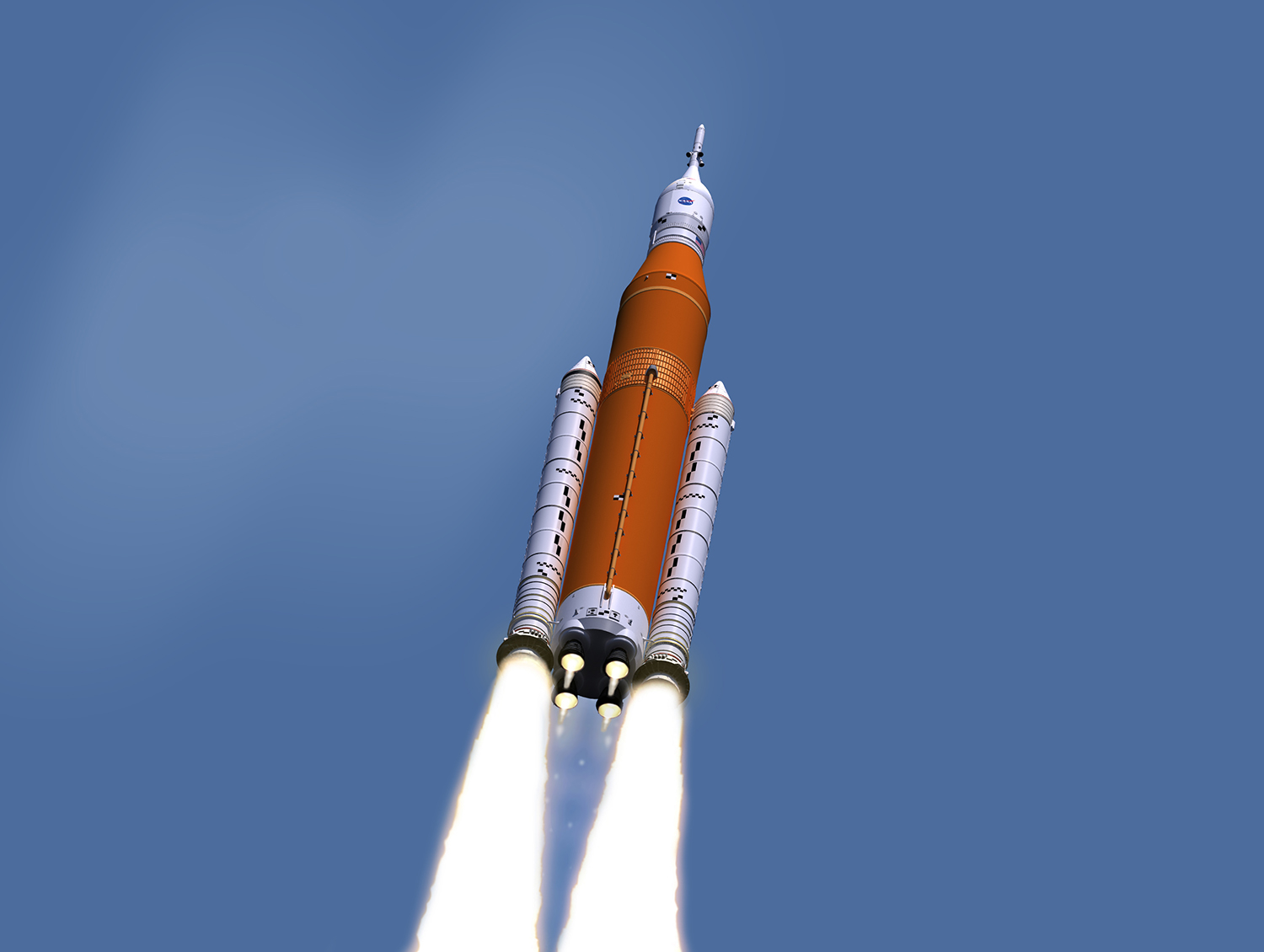

아르테미스 3호는 1972년 아폴로 17호 이후, 53년 만에 다시 유인 달 착륙 미션을 수행할 예정인 우주선이다.

## 설명
2027년, 오리온 (우주선)을 SLS 로켓 블록 1으로 발사할 계획이다. 4명이 달 남극에 착륙해 1주일 동안 머물다 다시 지구로 귀환할 것이다.
인류 역사상 최초의 여자 그리고 유색 인종 우주비행사가 달에 착륙할 것이다.
4명의 우주인이 탑승해 달에 도착하면, 2명만 달 남극에 착륙해 6.5일을 머물다 귀환할 것이다. 아폴로 17호는 사령선에 한명이 머물고, 2명이 달에 착륙했었다.
아르테미스 계획의 우주인으로 13명이 선발되었으며, 6명이 여성이다. 조니 킴은 한국계 남자 의사로, 네이비실 장교로 복무해 중동에서 100회 전투경험을 가졌다. 은성훈장을 받은 전쟁영웅이다. 하버드 의대 출신의 의사다. 만약 조니 킴이 달에 착륙한다면, 한국계가 인류 역사상 처음으로 달에 착륙한 기록이 되겠지만, 7명의 남자 우주인 중에서 선발될 가능성이 있을지는 알 수 없다.

## 같이 보기
- 아르테미스 계획